# Берк (тауншип, Миннесота)
Берк (англ. Burke) — тауншип в округе Пайпстон, Миннесота, США. На 2000 год его население составило 246 человек.

## География
По данным Бюро переписи населения США площадь тауншипа составляет 89,5 км², из которых 89,5 км² занимает суша, водоёмов нет.

## Демография
По данным переписи населения 2000 года здесь находились 246 человек, 85 домохозяйств и 74 семьи.  Плотность населения —  2,7 чел./км².  На территории тауншипа расположено 88 построек со средней плотностью 1,0 построек на один квадратный километр. Расовый состав населения: 97,56 % белых, 1,63 % азиатов и 0,81 % приходится на две или более других рас.
Из 85 домохозяйств в 41,2 % воспитывались дети до 18 лет, в 83,5 % проживали супружеские пары, в 2,4 % проживали незамужние женщины и в 11,8 % домохозяйств проживали несемейные люди. 11,8 % домохозяйств состояли из одного человека, при том 4,7 % из — одиноких пожилых людей старше 65 лет. Средний размер домохозяйства — 2,89, а семьи — 3,12 человека.
28,5 % населения — младше 18 лет, 8,1 % — в возрасте от 18 до 24 лет, 23,2 % — от 25 до 44, 29,3 % — от 45 до 64, и 11,0 % — старше 65 лет. Средний возраст — 38 лет. На каждые 100 женщин приходилось 98,4 мужчин.  На каждые 100 женщин старше 18 приходилось 100,0 мужчин.
Средний годовой доход домохозяйства составлял 35 903 доллара, а средний годовой доход семьи —  36 167 долларов. Средний доход мужчин —  26 563  доллара, в то время как у женщин — 17 500. Доход на душу населения составил 12 992 доллара. За чертой бедности находились 18,4 % семей и 14,0 % всего населения тауншипа, из которых 11,1 % младше 18 лет.